# Forschungsstelle Asia Minor
Die Forschungsstelle Asia Minor ist eine Einrichtung am Institut für Alte Geschichte und Epigraphik der Universität Münster, die sich die Erforschung des antiken Kleinasiens zum Ziel gesetzt hat.
Die Forschungsstelle wurde 1968 von Friedrich Karl Dörner gegründet mit dem Ziel, der historischen und archäologischen Erforschung Kleinasiens eine institutionelle Grundlage zu geben. Die Forschungen Dörners konzentrierten sich zunächst auf das südanatolische Königreich Kommagene, dabei auf die Untersuchung des von ihm entdeckten Arsameia am Nymphaios und des Hierothesions am Nemrut Dağı. Später kamen Projekte im Westen der Türkei hinzu. Nach Dörners Emeritierung im Jahr 1976 übernahmen zunächst Wolfgang Orth, 1988 Elmar Schwertheim und seit 2009 Klaus Zimmermann die Leitung der Forschungsstelle. 
Projekte der Forschungsstelle sind in Kommagene die Grabungen in Doliche und im nahegelegenen Heiligtum des Iupiter Dolichenus am Dülük Baba Tepesi, an der Westküste Ausgrabungen in Alexandria Troas und die abgeschlossene Aufnahme von Neandria sowie seit 2010 die epigraphische Bearbeitung von Patara in Lykien. Seit 2008 ist die Forschungsstelle an der Aufarbeitung und Katalogisierung des Inschriftenbestandes des Archäologischen Museums von Adıyaman beteiligt. Forschungsleiter sind Engelbert Winter  in Kommagene, Elmar Schwertheim in Alexandria Troas und Neandria sowie Klaus Zimmermann in Patara.
Die Forschungsstelle Asia Minor veranstaltet Kolloquien und gibt seit 1990 in unregelmäßigen Abständen die Reihe Asia Minor Studien heraus.